# Niccolò Bonsignori II
Niccolò Bonsignori II detto Cavalier Novello (... – 1348) è stato un condottiero italiano.

## Biografia
Figlio di Filippo Bonsignori e nipote dell'omonimo Niccolò Bonsignori, Niccolò Bonsignori II si distinse quando nel 1344 comandò 500 uomini in nome del governo senese per bloccare l'occupazione di Radicofani da parte dei conti di Santa Fiora. Questi ultimi erano tra l'altro suoi ascendenti paterni, in quanto Margherita Aldobrandeschi di Santa Fiora era sua nonna.
Niccolò si unì in matrimonio nel 1333 con Costanza d'Alba figlia del nobile Filippo d'Alba. Erede della Compagnia Bancaria dei Bonsignori, non risulta si sia interessato personalmente alle attività economiche di famiglia.
Prima della morte dispose che i monaci cistercensi avrebbero ricevuto in eredità tutte le sue elevate ricchezze, fra cui il Castello di Montegiovi, per crearvi un convento. Tuttavia gli eredi non rispettarono le disposizioni paterne.